# Nicolaus Georgii Dwan
Nicolaus Georgii Dwan, född 25 oktober 1645 i Munktorps socken, död 2 maj 1709 i Västerås, var en svensk präst och riksdagsman.

## Biografi
Nicolaus Georgii Dwan var son till hovpredikanten prosten i Munktorp, Georgius Gudmundi Dwan och en dotter till borgmästaren Peder Gudmundsson som adlades Strömberg (i dennes första gifte). Sedan han blivit student vid Uppsala universitet 1662, kunde han finansiera sina studier genom att vara informator i Olaus Erici Schults hem. Han promoverades 1674 till filosofie magister. När Schult hade avlidit bekostade dennes änka Elisabeth Stiernman Dwans fortsatta studier utomlands på kontinenten. Efter att han återkommit till Sverige 1677, gifte han sig med Elisabeth Stiernman och prästvigdes.
Han blev strax kyrkoherde i Alfta socken i Uppsala ärkestift, och flyttades 1691 till Köpings socken då han blev kontraktsprost. 1701 utnämndes han till domprost i Västerås. Dwan var fullmäktig vid riksdagarna 1682, 1693 och 1697.
Elisabeth Stiernman avled 1698. Han gifte om sig 1701 med änkan Elisabeth Bröms, dotter till Sven Bröms. Han har inga kända ättlingar. Hans epitafium finns i Västerås domkyrka, där han är begravd.